# 千禧曼波
《千禧曼波》是臺灣導演侯孝賢於2001年發行的電影作品，並獲得該年坎城影展技術大獎。

## 劇情
Vicky在2011年的時候描述她10年前的故事，她當時與男友小豪同居，小豪不工作只靠Vicky在酒店上班賺錢餬口，但小豪同時又是一個佔有慾很強的男友，他受不了Vicky被別的男人碰，甚至會仔細檢查Vicky發票；另一方面，Vicky在酒店認識的捷哥和小豪截然不同，捷哥對Vicky百般體貼，甚至不主動追求性行為。Vicky告訴自己，等自己存完的50萬元被小豪花完，就要與他分手，但分手之後Vicky總是不由自主地再度回到小豪身旁。

## 主要演員
- 舒淇-Vicky
- 段鈞豪-小豪
- 高捷-捷哥
- 鈕承澤-豆子
- 竹内淳-淳
- 竹内康-康
- 彭康育-小豪友人(客串)

## 獎項
| 頒獎典禮             | 獎項             | 獲提名       | 結果 |
| -------------------- | ---------------- | ------------ | ---- |
| 第54屆坎城影展       | 金棕櫚獎         | 《千禧曼波》 | 提名 |
| 第54屆坎城影展       | 最佳技術大獎     | 杜篤之       | 獲獎 |
| 第38屆金馬獎         | 最佳攝影         | 李屏賓       | 獲獎 |
| 第38屆金馬獎         | 最佳原創電影音樂 | 林強、黃凱宇 | 獲獎 |
| 第38屆金馬獎         | 最佳音效         | 杜篤之       | 獲獎 |
| 第38屆金馬獎         | 最佳女主角       | 舒淇         | 提名 |
| 第38屆金馬獎         | 最佳電影歌曲     | 〈飛上天〉   | 提名 |
| 第28屆根特電影節     | 最佳導演         | 侯孝賢       | 獲獎 |
| 第37屆芝加哥國際影展 | 銀雨果獎         | 侯孝賢       | 獲獎 |
| 第14屆歐洲電影獎     | 最佳非歐洲電影   | 《千禧曼波》 | 提名 |

## 外部連結
- Yahoo奇摩電影上《千禧曼波》的資料（繁體中文）
- 開眼電影網上《千禧曼波》的資料（繁體中文）
- 香港影庫上《千禧曼波》的資料（繁體中文）
- 时光网上《千禧曼波》的資料（简体中文）
- 豆瓣电影上《千禧曼波》的資料 （简体中文）
- 爛番茄上《千禧曼波》的資料（英文）
- AllMovie上《千禧曼波》的资料（英文）
- 互联网电影数据库（IMDb）上《千禧曼波》的资料（英文）